# Stapleton (Shropshire)
Pour les articles homonymes, voir Stapleton.
 (août 2024).
Stapleton est un village du Shropshire, en Angleterre.